# Phantasm IV: Oblivion
Phantasm IV: Oblivion  este un film american direct-pe-DVD din 1998 regizat de Don Coscarelli. În rolurile principale joacă actorii A. Michael Baldwin, Reggie Bannister, Bill Thornbury, Heidi Marnhout, Bob Ivy și Angus Scrimm.

## Distribuție
- Angus Scrimm - The Tall Man
- A. Michael Baldwin - Mike Pearson
- Reggie Bannister - Reggie
- Bill Thornbury - Jody Pearson
- Bob Ivy - Demon trooper
- Heidi Marnhout  - Jennifer